# Tizounine
Tizounine (franska: Tizounine (CR), Tizounine (Commune Rurale), arabiska: تمنارت) är en kommun i Marocko.   Den ligger i provinsen Tata och regionen Souss-Massa, i den centrala delen av landet, 600 km söder om huvudstaden Rabat. Antalet invånare är 2 231.